# Пряме вимірювання
Пряме вимірювання — вимірювання однієї величини, значення якої знаходять безпосередньо без перетворення її роду. Прямими називаються такі вимірювання, результат яких одержують безпосередньо за експериментальними даними (вимірювання довжини лінійкою, вимірювання температури термометром, вимірювання тиску манометром). Прямі вимірювання найпростіші і найпоширеніші у промисловості.
Законодавчо, пряме вимірювання визначається як вимірювання, при якому шукане значення величини визначається безпосередньо з результатів досліду.

## Методи прямого вимірювання
Диференційний (різницевий) метод. Метод вимірювання, за яким невелика різниця між вимірюваною величиною та вихідною величиною одноканальної міри вимірюється відповідним засобом вимірювання.
Метод одного збігу (метод ноніуса). Метод прямого вимірювання з одноразовим порівнянням вихідних величин двох багатозначних нерегульованих мір, з різними за значенням ступенями, нульові позначки яких зсунуті між собою на вимірювану величину.
Метод подвійного збігу (метод коінциденції). Метод прямого вимірювання з одноразовим порівнянням двох квантованих фізичних величин: вимірюваної та відтворюваної багатозначною нерегульованою мірою.
Метод зіставлення. Метод прямого вимірювання з одноразовим порівнянням вимірюваної величини з усіма вихідними величинами багатозначної нерегульованої міри.
Метод заміщення. Метод непрямого вимірювання з багаторазовим порівнянням до повного зрівноваження вихідних величин вимірювального перетворювача з почерговим перетворенням ним вимірюванної величини та вихідної величини регульованої міри.
Метод безпосередньої оцінки. Розглянутий раніше диференційний метод може перейти в метод безпосередньої оцінки, коли значення N = 0. У цьому випадку значення = X. З цієї рівності випливає, що всі значення величини Х , що вимірюється, відраховуються за шкалою приладу, що визначає значення . Методом безпосередньої оцінки називають метод вимірювання за допомогою ЗВ, що на своєму відліковому пристрої видає всі значення ФВ, що вимірюється.
Метод зрівноваження. Метод прямого вимірювання з багаторазовим порівнянням вимірюваної величини та величини, що відтворюється мірою, яка регулюється, до їх повного зрівноваження.